# Sint-Ambrosiuskerk (Rummen)

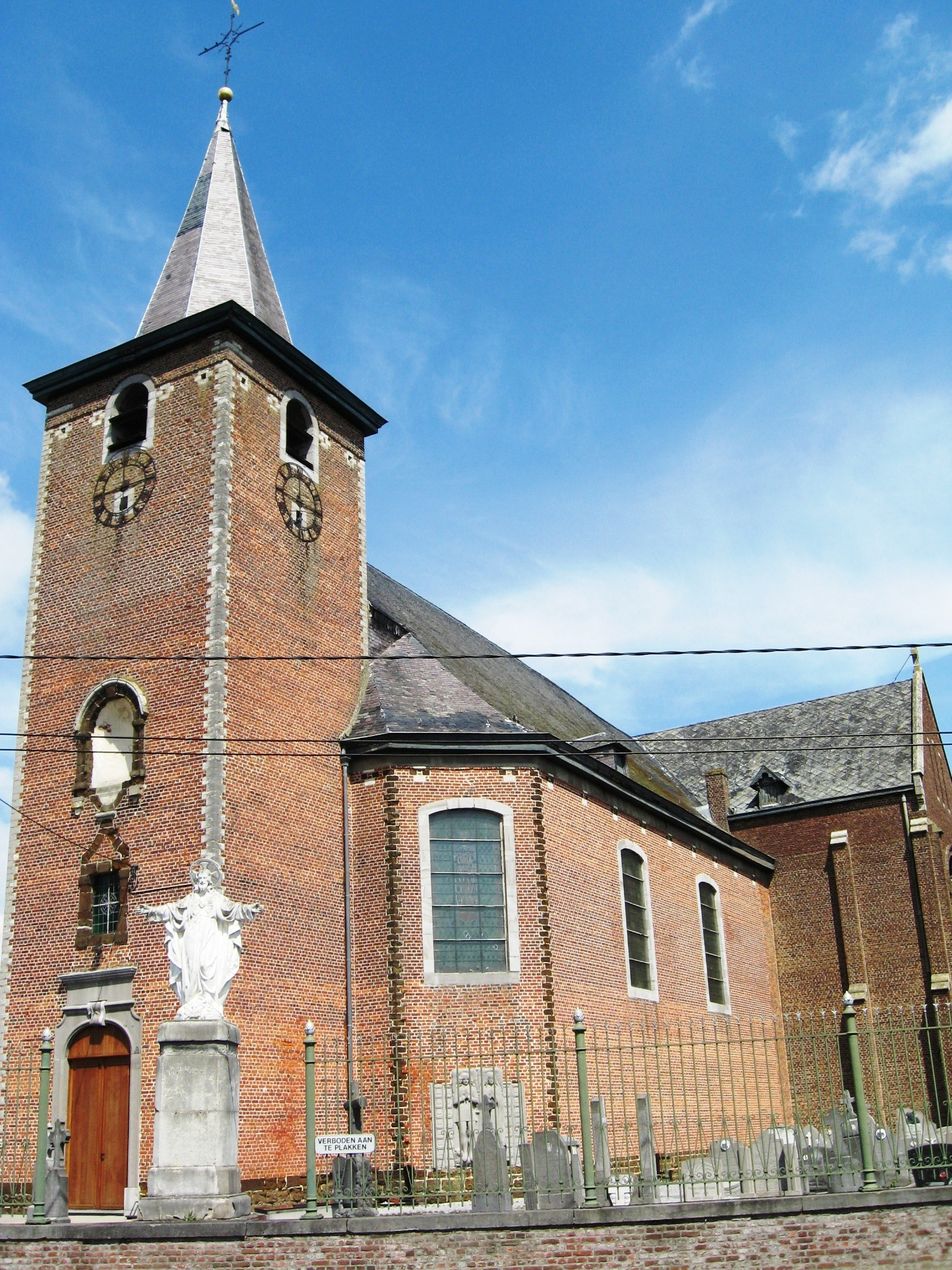
Sint-Ambrosiuskerk

De Sint-Ambrosiuskerk is de parochiekerk van de tot de Vlaams-Brabantse gemeente Geetbets behorende plaats Rummen, gelegen aan de Ketelstraat.

## Geschiedenis
De Sint-Ambrosiuskerk stond vanouds in de Kapelstraat maar in 1760 werd een nieuwe kerk in classicistische stijl opgetrokken. In 1924 werd een transept toegevoegd. Ook werden toen een driezijdig afgesloten koor en twee zijkoren toegevoegd, dit alles met neoromaanse stijlelementen.

## Gebouw
De kerk heeft een voorgebouwde classicistische toren waarvan de basis in ijzerzandsteen werd uitgevoerd en de rest in baksteen. De sierelementen en de omlijstingen van de segmentboogvensters zijn in natuursteen. Ook het eenbeukig schip is in classicistische stijl.

## Interieur
De kerk heeft een aantal 18e-eeuwse kerkmeubelen zoals een portiekaltaar, twee biechtstoelen en een marmeren doopvont. Er zijn in de kerk een aantal heiligenbeelden uit de 16e, 17e en 18e eeuw.